# Angel in Disguise (песня Брэнди)
«Angel in Disguise» — песня американской соул-исполнительницы Брэнди из её второго студийного альбома Never Say Never (1998). Она была написана Родни «Darkchild» Джеркинсом, Фредом Джеркинсом III, ЛаШоном Дэниелсом, Трейси Хейл и Тай-Ви Турман, и спродюсирована Джеркинсом вместе с Брэнди. Песня была записана и смикширована звукоинженером Дэйвом Вэем в студии Pacifique Recording Studios в Северном Голливуде, Калифорния, и включает в себя значительный бэк-вокал певца Джо.
Песня «Angel in Disguise» была хорошо принята музыкальными критиками. Billboard назвал её «выдающейся» и «впечатляющей» и сказал, что она фактически разрушает все предвзятые представления о том, что Норвуд делает только бабблгам-поп. Одно время песню планировалось выпустить в качестве сингла с альбома Never Say Never, но эти планы не осуществились. Вместо этого она была выпущена в качестве промо-сингла на североамериканском музыкальном рынке 21 января 1999 года.
Песня заняла 72 место в американском чарте Billboard Hot 100. Она стала первой песней Брэнди, попавшей в чарт без выпуска сингла или видеоклипа. В чарте Billboard Hot R&B/Hip-Hop Songs песня достигла пика под номером 17, став 8-й песней Брэнди в двадцатке лучших подряд.

## Релиз
В 1998 году альбом Never Say Never был сертифицирован RIAA как трижды платиновый и разошелся тиражом в три миллиона копий в Соединенных Штатах. Первыми двумя синглами с альбома стали «The Boy Is Mine», дуэт с Моникой, и «Top of the World» с рэпером Mase в качестве приглашенного артиста. Обе песни оказались коммерчески успешными, первая из них тринадцать недель продержалась на первом месте в списке Billboard Hot 100. В начале 1999 года Atlantic Records планировала выпустить песню «Angel In Disguise» в качестве третьего сингла с альбома Never Say Never. Планы не осуществились, так как Atlantic посчитали, что баллада «Have You Ever?» была более безопасной картой, так как была написана известным лириком Дайан Уоррен и уже пользовалась большим спросом на радио. «Angel in Disguise» была выпущена в качестве промо-сингла 21 января 1999 года. Песня была напечатана на 12-дюймовых виниловых синглах с альбомной версией, двумя версиями акапеллы и инструментальной версией.

## Отзывы
Песня «Angel in Disguise» была высоко оценена музыкальными критиками. Чак Тейлор из Billboard написал, что песня представляет собой «эффектную и фанковую среднетемповую композицию, которая заимствует ингредиенты из творческой кладовой Джанет Джексон». Он сказал, что песня эффективно разрушает любые предубеждения о том, что Норвуд — это просто поп-баблгам, и продолжил: «Это та песня, которая атакует, как только выходит из колонок, и является одной из самых уникальных и провокационных песен этой подростковой сенсации на сегодняшний день». Томас Инскип из Stylus Magazine назвал «Angel in Disguise» «смехотворно хорошей», а затем продолжил: «Это определённо одна из моих любимых песен Бренди и классическая работа Darkchild. Через пять-шесть лет какой-нибудь великий, успешный артист, с большой долей уверенности можно сказать: Надеюсь, тогда у песни будет шанс стать такой большой, какой она заслуживает быть». Дэрил Исли, автор британского сайта BBC Music, положительно отозвался о Never Say Never в целом и написал, что «Angel in Disguise» «наполнен эмоциями» благодаря её голосу, обученному госпелу. Аамир Якуб с британского сайта Soul Culture написал, что голос Норвуд по большей части звучит сдержанно. Он написал: «В тексте песни говорится о предательстве и боли, которую испытывает Брэнди, когда её страхи сбываются. Бренди подчёркивает страсть и тоску в своей искусственной песне, которая мгновенно узнаваема».

## Список треков
| №  | Название                           | Длительность |
| -- | ---------------------------------- | ------------ |
| 1. | «Angel in Disguise» (Album Mix)    | 4:48         |
| 2. | «Angel in Disguise» (Percapella)   | n/a          |
| 3. | «Angel in Disguise» (Instrumental) | n/a          |
| 4. | «Angel in Disguise» (Acapella)     | n/a          |

## Чарты

### Еженедельные чарты
| Чарт (1999)                           | Высшая позиция |
| ------------------------------------- | -------------- |
| США (Billboard Hot 100)               | 72             |
| США (Billboard Hot R&B/Hip-Hop Songs) | 17             |
| США (Billboard Rhythmic)              | 32             |

### Годовые итоговые чарты
| Чарт (1999)                            | Позиция |
| -------------------------------------- | ------- |
| США, Hot R&B/Hip-Hop Songs (Billboard) | 96      |